# Землетрус у Греції (365)

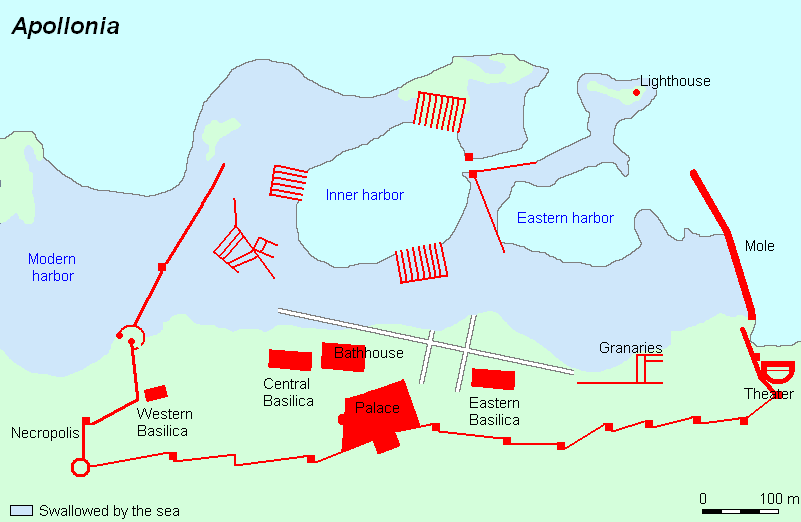
Великі ділянки суші в Аполлонії і Лівії, що були затоплені

Землетрус в Греції (365) — підводний землетрус, що відбувся на світанку 21 липня 365 р. в Східному Середземномор'ї, з епіцентром біля острова Крит. Сучасні геологи оцінюють магнітуду в районі 8 балів і вище за шкалою Ріхтера. Землетрус призвів до значних руйнувань у центральній і південній Греції, північній Лівії, Єгипті, на Кіпрі і в Сицилії. На острові Крит були зруйновані практично всі міста.
Землетрус на Криті викликав цунамі, яке прокотилося по південних і східних узбережжях Середземномор'я, особливо постраждали Лівія, Олександрія і дельта Нілу, загинули багато тисяч людей, а кораблі були відкинуті на 3 км вглиб суші.